# 日本共産党カクサン部
日本共産党カクサン部（にほんきょうさんとうカクサンぶ）とは、日本共産党宣伝局が同党の政策を広報する目的で、インターネット上に作成した特設サイト。コンセプトとしてはクラブ活動に近く、8名の党員から成る部員（キャラクター）が様々な企画を展開した。

## 概要
2013年4月19日の公職選挙法改正に伴い、第23回参議院議員通常選挙から一定の規制の下、インターネット選挙運動が解禁。日本共産党もこの動きに合わせ、「ただしい政策、たのしい政治」を世の中に「カクサン（拡散）」するべく、参院選公示日を前に公式サイトを開設することとなる。
カクサン部のアイディアは、自民党が圧勝した一方、日本共産党が現有9議席から1議席減の8議席に留まった第46回衆議院議員総選挙直後の2013年初に開かれたフィードバック会合で誕生。当初はキャンペーンを請け負った広告代理店が「日本許さん党」という名称を提案したが、宣伝局が拒否したという経緯がある。
公式サイトでは8名の部員が連続講義の形式で、日本共産党の政策を分かり易く伝えるのみならず、党副委員長小池晃ら同党比例区候補（開設当時）とのインタビュー企画も実施。参院選終了をもって「休部」を宣言したものの、抗議が相次いだため再開、現在に至る。

## 部員（キャラクター）
- カクサン - 「カクサン部」部長[8]。本名・賀来 三四郎（かく さんしろう）[8]。20代独身男性。カクサン部設立の企画者であり、部に対する情熱は誰よりも熱い[8]。常にメガホンを持っているのが特徴で、髪型もメガホンをイメージした「メガホン分け」である[8]。

- しいさあ - 「沖縄」担当部員[8]。シーサーを模したキャラクター。「ちゅら海（美しい海）とちゅら島（美しい島）を愛する沖縄の主」として、日本政府やアメリカ合衆国に対し、米軍基地撤退を数10年にわたって吠え続けている[8]。党委員長志位和夫と血縁関係は無い[8]。

- 俵 米太郎（たわら こめたろう） - 「反TTP」担当部員[8]。米俵をモチーフにしたキャラクター。日本文化と食を愛する日本男児だが、子供達に大人気の小麦を原料とした食品アニメヒーローに嫉妬しているため、他の部員からは「小さい男」との評も[8]。

- がまぐっちゃん - 「節税」担当部員[8]。がま口財布をモチーフにしたキャラクター。男性。35年ローンのマイホーム購入を機に徹底した節約家となり、政府の無駄な増税にも厳しい目を向ける[8]。財布が顔になっているためか、歩く時は頬で歩く[8]。

- 小曽館 育子（こそだて いくこ） - 「子育て・教育」担当部員[8]。10子（全て年子）の子育てと教育に全身全霊を傾ける主婦[8]。あと1人産んで、家族でサッカーチーム結成を目論んでいる[8]。おんぶ紐で結ばれた背中の赤子（「十男」と書いて「じゅなん」と読む）が、育子の気持ちに合わせて反応する[8]。当初は予定していなかったキャラクターだが、関心の高さを反映して追加[9]。

- ポーケン師匠（ポーケンししょう） - 「憲法」担当部員[8]。日本国憲法原本をモチーフにしたキャラクター。日本国憲法第9条を自身の信条とする平和主義者にして、武術の達人（日本国拳法9段）[8]。部の規律を守る風紀委員的位置付けである[8]。当初は「憲じい」という杖をついた高齢男性を予定していたが、「60年以上経った今でも現役の憲法だ」という意味合いを込めて、より若々しい「ポーケン師匠」に変更[9]。

- 雇用のヨーコ（こようのヨーコ） - 「雇用」担当部員[8]。自称25歳[8]の女性。転職を繰り返しており、その豊富な経験と歯に衣着せぬ発言で雇用問題に鋭く切り込む[8]。ショートカットにサングラスとトレンチコートがトレードマーク[8]。コートに鞭を隠し持つという噂もある、「謎多き」女性という設定である[4]。

- オテントSUN（オテントさん） - 「反原発」担当部員[8]。太陽をモチーフにしたキャラクター。普段は温厚だが、原子力発電所の話になると豹変し、関西弁混じりで怒り狂う[8]。地上では足で歩くが、突如尋常ならぬ跳躍力を発揮し、空へと飛んでゆく[8]。太陽光発電へのオマージュか。

## 反応
開設直後からネット上で話題を集め、ツイッター利用者が「カクサン部」を取り上げたツイートは2013年7月2日までに6000件に達したという。反応は概ね好評で、中には日本共産党杉並区議会議員原田あきらのように、党内ですら驚きの声を寄せた者もいる。他党では大阪維新の会が取り上げている他、民主党に至っては「民主くん」のツイッターにて「某政党のカクサン部、ちょっとだけうらやましいかも。民主くんにも同じノリで一緒に闘う仲間が欲しいなあ。」とまで言わしめている。
マスメディアもカクサン部の取り組みに注目。情報7days ニュースキャスター（TBS系）や週刊ニュース新書（テレビ東京系）、ニュースの深層（CSテレ朝チャンネル）などでも、概ね好意的に取り上げられている。毎日新聞と立命館大学との共同研究によると、第23回参院選でのネット選挙運動にて、日本共産党が政策面の主張拡散にインターネットを有効活用し、その効果が候補者の得票の掘り起こし、ひいては自民批判票の受け皿につながり躍進したと分析。

## グッズ展開
開設当初はグッズ展開について事実上予定していなかったものの、党職員が作成した非売品のTシャツに関して、選挙活動中に「入手したい」と要望が出るなど、予想を上回る反響を得たため、Tシャツ（1枚税込1300円、4枚以上は送料無料）とクリアファイル（1枚税込350円）の2種類に限り販売に踏み切った。なお、両者とも全国の日本共産党事務所か、メールで同党中央委員会へ申し込みが可能。

## 応援歌
予算の都合上曲は付けられていないものの、応援歌「カクサン部!のうた」の歌詞が公式サイト上に掲載されている。このため、曲については有志の募集という形を取っており、ユーチューブでも視聴出来る。また非公式ではあるが、ニコニコ動画において応援歌を初音ミクに歌わせている動画が見られる。

## 関連書籍
- 『日本共産党カクサン部!』（新日本出版社、2014年1月21日）ISBN 978-4-406-05772-1